# 屈维德
屈维德（1916年11月24日—1999年），机械学教育家、机械振动专家、中国振动学科创始人，曾任昆明工学院（现昆明理工大学）副院长。中国力学学会第一、第二届理事，第三届名誉理事。云南省第五、六届人大常委。

## 生平
1916年11月24日生于广东省广州市。1935年毕业于南海中学，入读中山大学工学院机械系，1938年冬随中山大学内迁至云南澄江县，1939年毕业。1939年至1940年任中山大学实习工厂助理。1940年至1946年任第二十一兵工厂安宁分厂工具车间主管技术员（即车间主任）。1946年任云南大学机械系助教，1947年任讲师，1949年被破格提拔为副教授。1954年院系调整，转任昆明工学院机械系副教授，1956年加入中国共产党，1958年赴苏联考察，晋升为教授。历任教务长、副院长、院学术委员会主任等。1999年去世。

## 成就
1950年代，屈维德写成《冲击消振原理》，首次提出冲击消振问题计算的理论基础，文中设计了旋转件用的环状冲击式消振器。著有《机械振动手册》、《机械工程手册》等。